# Jan Derks (1912)
Johannes Augustinus Maria (Jan) Derks (Tilburg, 9 december 1912 – Amsterdam, 8 januari 1963) was een Nederlandse jurist, schrijver en journalist, prominent katholiek, medewerker van de KRO en later hoofdredacteur van het toenmalige dagblad De Tijd. Na een 1 aprilgrap die verkeerd begrepen werd vertrok hij naar de reclamewereld, en werd directeur van het reclamebureau De La Mar.
Jan Derks studeerde rechten in Utrecht (1935) en was medeoprichter en redacteur van het nationalistische, en later antisemitische blad De Nieuwe Gemeenschap samen met de antisemitische schrijver en vertegenwoordiger van de nieuwe zakelijkheid, Albert Kuyle, dat was opgericht tegen De Gemeenschap. In 1935 werd De Nieuwe Gemeenschap opgeheven en Jan Derks richtte in 1936 het tijdschrift Vrijdag op, dat nog geen jaar heeft bestaan. In Vrijdag publiceerden onder andere ook Godfried Bomans, dr. P.C. de Brouwer en prof. dr. Frans van der Ven. Naast redacteur vanaf 1937, was hij eerst correspondent (te Rome) en daarna van 1947 tot 1952 hoofdredacteur van het katholieke dagblad De Tijd. Zijn journalistieke bijdragen en reisschetsen werden gebundeld. 
Derks was actief geweest in de beweging Verdinaso en in 1934 was hij mede-oprichter van de Katholieke Stormers 152. Hij was medeoprichter van het op het fascisme georiënteerde De Nieuwe Gemeenschap. Derks had zich verder onderscheiden in de fusiebesprekingen tussen de NSB en Zwart Front, die slaagden. Hij behoorde ook tot de oprichters van het blad Vrijdag, dat in zijn fascistische denkbeelden sterk tegen De Nieuwe Gemeenschap aanleunde.
Hij schreef acht romans en twaalf toneelstukken. Genoemd kunnen worden: De gewone man, Ik ben mijn schaduw. Een roman uit de filmwereld, Ik zorg voor mijn kinderen, Journaal van een dode, Via di Monserrato en de roman De Lindeboom(1945) die hij in de oorlog schreef. Voorts Rome. Een fotodocumentatie van Carel Blaser, Verzen van '34 en 35', de toneelstukken Isola Bella, Job, Een troon wankelt, De dood speelt mee, Wagenspel en Oordeel. Satyre in 1 bedrijf. Een later werk is De vierde vrijheid, over reclame, geschreven op basis van zijn ervaringen als directeur van een reclamebureau.
Nadat hij zich in Hilversum had gevestigd, werd hij daar enige tijd raadslid voor de KVP. Hij was getrouwd met Marie-Louise de Pont. Ze kregen zes kinderen. Hij was de schoonvader van Marcel van Dam.
Hij ontving de katholieke kerkelijke onderscheiding ridder in de orde van Sint-Gregorius de Grote.
Derks overleed op 8 januari 1963 aan de gevolgen van een botsing met een tram op het Damrak in Amsterdam. Hij was op slag dood.

## Werk
Derks schreef enkele boeken, waarvan onder meer bekend werden:
- Ik zorg voor mijn kinderen
- De patiënt van kamer 14
- De vierde vrijheid, samen met drie anderen, over het reclamebureau De la Mar.

Hij schreef ook poëzie en hij schreef en regisseerde toneelstukken. Vaak werden zijn stukken door volkstoneelgezelschappen opgevoerd. Bekend is onder meer zijn Vorstin des Volks. 
- Digitale Bibliotheek voor de Nederlandse Letteren: derk001
- International Standard Name Identifier: 0000 0003 9233 7980
- Nederlandse Thesaurus van Auteursnamen: 069365415
- Virtual International Authority File: 286346644
- WorldCat: E39PBJyCFJv34DqyhC4M9vVV4q